# Vilém, vévoda z Gloucesteru
Vilém, vévoda z Gloucesteru (24. července 1689 – 30. července 1700), byl synem poslední Stuartovny na britském trůnu Anny a jejího manžela Jiřího Dánského.
Kdyby přežil své dětství, usedl by na britský trůn a protestantská linie Stuartovců by pokračovala.

## Životopis
Princ Vilém se narodil Anně Stuartovně a Jiřímu Dánskému roku 1689 v Hampton Court Palace již ze sedmého těhotenství jeho matky, ale všichni jeho starší i mladší sourozenci zemřeli. Byl jediným protestantským následníkem Viléma III. Oranžského a jeho manželky Marie II. Stuartovny, kteří neměli žádné potomstvo. V případě, že by přežil je i svou matku, stal by se králem jako Vilém IV.

## Smrt
Veškeré naděje dynastie byli směřovány k tomuto chlapci. Ten je ovšem nestihl naplnit. Zemřel 30. července 1700 na hradě Windsor, dle dobových záznamů na neštovice.